# Common Assessment Framework
Il CAF (Common Assessment Framework - Griglia Comune di Autovalutazione) è uno strumento di Total Quality Management pensato e sviluppato dai vertici amministrativi degli stati membri dell'Unione Europea e gestito dall'European Institute of Public Administration (EIPA).
È uno strumento ideato dal settore pubblico per il settore pubblico, per la gestione della qualità finalizzata al miglioramento delle performance e ispirato dal modello di eccellenza EFQM della European Foundation for Quality Management e dal modello Speyer della German University of Administrative Sciences.

## Il modello
Si tratta di un modello generale, semplice, accessibile, facile da utilizzare, consiste in una griglia di autovalutazione concettualmente simile ad EFQM  ma concepita specificamente per le organizzazioni del settore pubblico.  Il CAF è stato presentato nel maggio del 2000 come primo strumento europeo di Total Quality Management. Dal lancio del modello ad oggi sono quasi tremila le amministrazioni pubbliche registrate come utenti CAF e sono molte di più quelle che utilizzano il CAF dentro e fuori l'Europa per le proprie esigenze di sviluppo. Il CAF è stato revisionato nel 2002 e nel 2006, per poi essere ulteriormente rivisto dopo sei anni di esperienza sulla base dei feedback ricevuti dagli utenti e dai corrispondenti nazionali. Il Modello CAF 2013  è ancora più solido e adatto a sostenere il settore pubblico a beneficio di tutti i portatori di interesse e in particolare dei cittadini.  Si propone di: -	introdurre le amministrazioni pubbliche ai principi di Total Quality Management e di guidarle progressivamente, attraverso l'uso e la comprensione del processo di autovalutazione, al ciclo integrato del   Plan-Do-Check-Act ; -	facilitare l'autovalutazione di un'organizzazione pubblica al fine di ottenere una diagnosi e intraprendere azioni di miglioramento; -	agire come ponte tra i vari modelli in uso per la gestione della qualità; -	facilitare il benchlearning fra le organizzazioni del settore pubblico.
L'insieme delle attività di promozione del CAF fa capo al Dipartimento della Funzione Pubblica che, direttamente e attraverso i suoi partner sovrintende le diverse iniziative. Un ruolo particolarmente rilevante è svolto dal Centro risorse nazionale CAF (CRCAF).

## La struttura
La struttura a nove criteri, in analogia con EFQM, definisce gli aspetti principali che devono essere presi in considerazione in qualsiasi analisi organizzativa. I criteri da 1 a 5 (leadership, strategia e pianificazione, personale, partnership e risorse, processi) si riferiscono alle prassi gestionali di un'organizzazione: i cosiddetti Fattori Abilitanti. Essi descrivono ciò che l'organizzazione fa e l'approccio utilizzato per conseguire i risultati attesi. Nei criteri da 6 a 9 vengono misurati i risultati ottenuti relativamente ai cittadini/clienti, al personale, alla responsabilità sociale e alle performance chiave, attraverso misure di percezione e di performance. Ciascun criterio è articolato in sottocriteri; i 28 sottocriteri individuano le dimensioni principali da considerare quando si valuta un'organizzazione. Essi sono illustrati con esempi che descrivono un ampio numero di buone pratiche sviluppate in Europa che suggeriscono le possibili aree da prendere in considerazione per esaminare come l'organizzazione soddisfi i requisiti espressi nei sottocriteri. Integrare gli esiti della valutazione dei fattori abilitanti e dei risultati nelle prassi gestionali dell'organizzazione costituisce il ciclo dell'innovazione e dell'apprendimento continui che sta alla base del percorso verso l'eccellenza.